# Janina Piórko
Janina Piórko z domu Hase (ur. 11 marca 1939 w Gniewie) – polska lekkoatletka, sprinterka.

## Kariera
Specjalizowała się w biegu na 400 m. Na mistrzostwach Europy w 1962 w Belgradzie odpadła w półfinale tej konkurencji.
Trzykrotnie była mistrzynią Polski na 400 m w 1960, 1962 i 1963. Trzy razy poprawiała i dwa razy wyrównywała 
rekord Polski w tej konkurencji osiągając czasy: 56,3 (wyr.), 56,0, 55,9, 55,7 (12 września 1962, Belgrad) i 55,6 (wyr.).
W latach 1961–1967 startowała w dziewięciu meczach reprezentacji Polski w biegach na 400 i na 800 m, odnosząc jedno zwycięstwo indywidualne.
Rekordy życiowe:
- bieg na 200 m – 25,0 (26 czerwca 1960, Gdańsk)
- bieg na 400 m – 55,6 (2 lipca 1966, Zielona Góra)
- bieg na 500 m – 1:13,5 (1961)
- bieg na 800 m – 2:11,8 (16 czerwca 1968, Olsztyn)

Była zawodniczką klubów: Włókniarz Pieszyce, Bielawianka Bielawa i Lechia Gdańsk.